# Don Fernando, el Emplazado
Don Fernando, el Emplazado es una ópera en tres actos compuesta por Valentín Zubiaurre y con libreto de Riccardo Castelvecchio y Ernesto Palermi. La obra se terminó en 1869 y se estrenó en el Teatro Alhambra de Madrid el 12 de mayo de 1871. El tenor Enrico Tamberlick encarnó el papel protagonista en la primera representación.